# Étoile sous-naine
Une sous-naine est une étoile de classe de luminosité VI dans la classification spectrale MK. Aujourd'hui, la notation VI est assez rare et la notation sd (pour l'anglais subdwarf) est plus usuelle. Situées un peu en dessous de la séquence principale dans le diagramme de Hertzsprung-Russell, les sous-naines sont sous-lumineuses.  
L'expression « sous-naine » (en anglais : subdwarf) a été introduite, en mai 1939, par l'astronome américain Gerard Kuiper pour désigner les étoiles alors appelées « naines blanches intermédiaires » (intermediate white dwarfs, au pluriel) afin de prévenir la confusion entre celles-ci et les naines blanches.
Les sous-naines chaudes de type spectral O et B sont à un stade tardif de l'évolution stellaire dans l'étape de la fusion de l'hélium. Les sous-naines O proviennent d'une géante rouge qui perd son enveloppe d'hydrogène ; les sous-naines B sont des étoiles à l'extrémité de branche horizontale. 
Les sous-naines froides de type spectral G et M sont très différentes. Ce sont des étoiles dans l'étape de fusion de l'hydrogène à l'instar des étoiles de la séquence principale. La raison de leur faible luminosité est leur faible métallicité : la moindre opacité a pour conséquence une pression de radiation plus faible, ce qui produit une étoile plus chaude et plus compacte à masse identique.